# Genencentrum

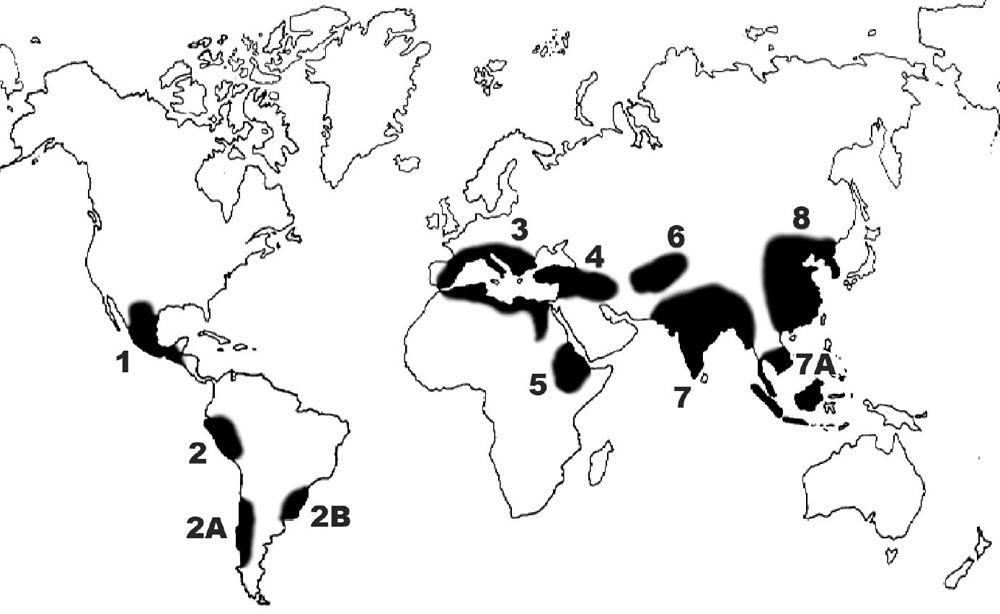
Genencentra volgens Nikolaj Vavilov: (1) Mexico-Guatemala, (2) Peru-Ecuador-Bolivia, (2A) Zuid-Chili, (2B) Zuid-Brazilië, (3) Middellandse Zeegebied, (4) Midden-Oosten, (5) Ethiopië, (6) Centraal Azië, (7) Indo-Birma, (7A) Siam-Maleisië-Java, (8) China en Korea.

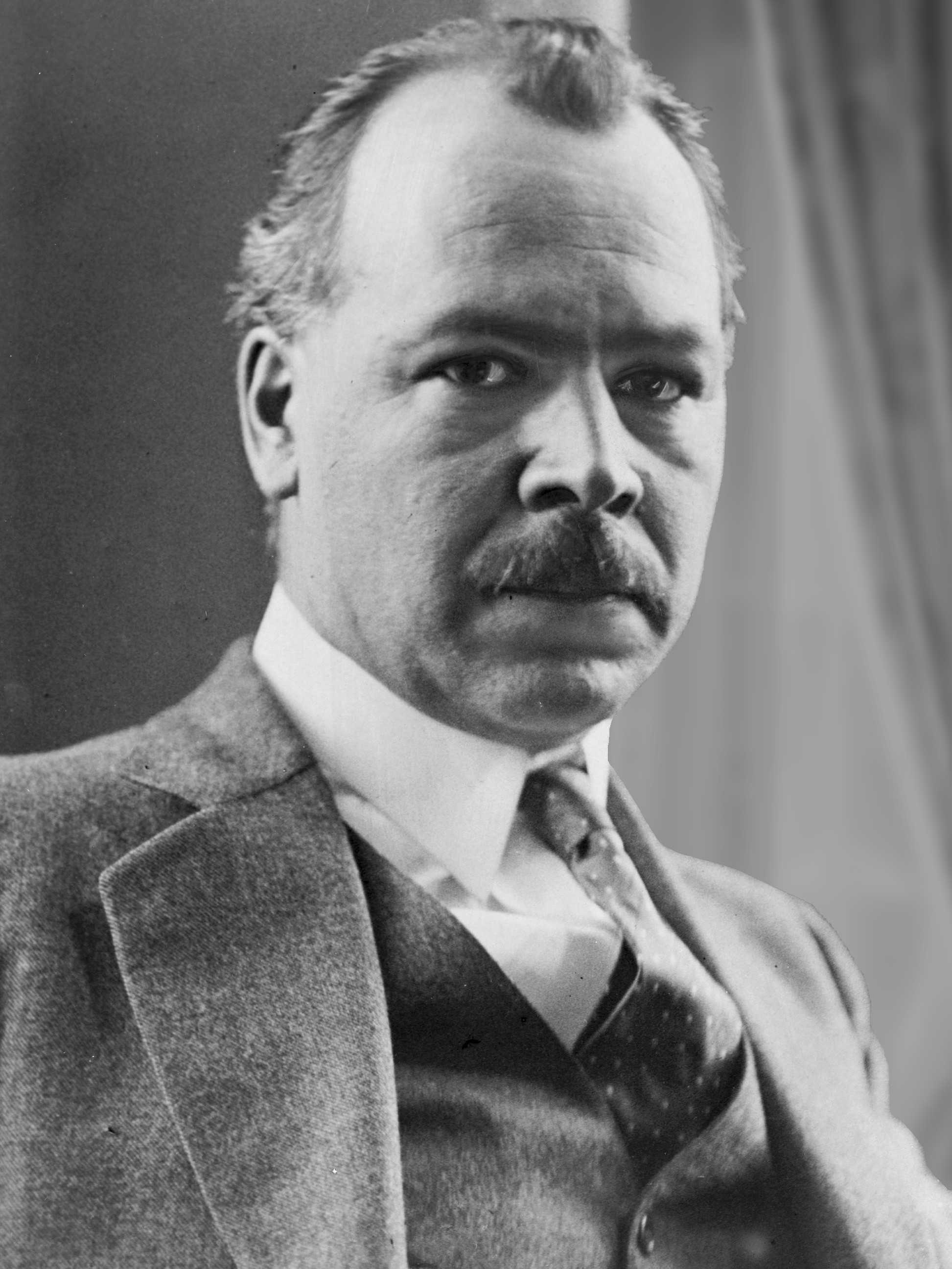
Nikolaj Vavilov

Een genencentrum (center of origin) of diversiteitscentrum (centre of diversity) is een gebied waar een taxon de grootste genetische verscheidenheid heeft. Groepen van genetisch verwante taxa, zoals verwante soorten, ondersoorten of variëteiten, stellen vaak overeenkomstige eisen aan hun milieu, en hebben dan ook vaak vergelijkbare verspreidingsgebieden. Zo kunnen er in een bepaald gebied meerdere verwante soorten samen voorkomen en vormen ze daar een genencentrum.

## Afgrenzing
Het begrip genencentrum moet niet verward worden met biodiversiteitshotspot, wat niet noodzakelijkerwijs over verwante soorten gaat. Een biodiversiteitshotspot is een biogeografische regio met een uitzonderlijke graad van biodiversiteit.

## Gedomesticeerde soorten
Dat gedomesticeerde soorten een grotere verscheidenheid in dit gebied hebben dan in de latere verspreidingsgebieden, werd als eerste geopperd door Nikolaj Vavilov, die vijf continenten af had gereisd op zoek naar geschikte voedingsgewassen. In 1924 begon hij naar het voorbeeld van Alphonse de Candolle met drie centra, gevolgd door vijf in 1926, zes in 1929, zeven in 1931, acht in 1935 en terug naar zeven in 1940. De oorspronkelijke centra zijn met het beschikbaar komen van meer gegevens uitgebreid tot twaalf en mogelijk meer dan twintig genencentra. Zijn oorspronkelijke definitie als genencentra als oorsprongsgebieden is ook aangepast, aangezien deze problematisch is gebleken.

## Primair en secundair
Een genencentrum kan als oorsprongsgebied gezien worden van het betreffende taxon, maar hierbij treden complicaties op. Zo stelden Jack Harlan en Daniel Zohary in 1966 al dat het niet noodzakelijk is dat een plant tijdens het proces van domesticatie in dezelfde regio bleef als de wilde variant.
Harlan maakte ook onderscheid tussen centra en niet-centra. Hij zag drie regio's waar landbouw onafhankelijk van elkaar ontstaan was en in elke regio zag hij een oorsprongsgebied met daarnaast een veel groter gebied waar de domesticatie had plaatsgevonden. Hoewel deze ecoregio's veelal een concentratie van soorten bevatten, heeft elke soort zijn eigen geschiedenis:
A center must be established one crop at a time [...]
Een primair genencentrum is het gebied waar de betreffende groep van taxa evolutionair hun oorsprong hebben. Door klimaatveranderingen kunnen door de verschuiving van de arealen verschoven zijn en vanuit die gebieden secundaire genencentra zijn ontstaan.

## Biodiversiteitshotspot bij cultuurgewassen
Een biodiversiteitshotspot is een biogeografisch gebied met een uitzonderlijke hoge mate van biodiversiteit. Het gaat daarbij niet noodzakelijkerwijs om een groep van nauw verwante soorten zoals bij een genencentrum, maar om soorten die in het gebied endemisch zijn en mogelijk bedreigd worden. Het begrip biodiversiteitshotspot moet dan ook niet verward worden met genencentrum.
Bij cultuurgewassen is een biodiversiteitshotspot een geografisch gebied waar een aantal gecultiveerde soorten, ondersoorten of rassen, zowel gedomesticeerd als in het wild, mogelijk voor het eerst haar onderscheidbare eigenschappen heeft geëvolueerd. De ontdekker van biodiversiteitshotspots (vaak genencentra genoemd) van de cultuurgewassen was Nikolaj Vavilov.
Biodiversiteitshotspots liggen in een betrekkelijk beperkte streek ten noorden en ten zuiden van de evenaar. Vaak bevinden biodiversiteitshotspots zich in gebieden met onderling sterk verschillende groeiomstandigheden, waardoor een eenzijdige selectie verhinderd wordt.
Ook tegenwoordig komt in de biodiversiteitshotspots nog een grote diversiteit voor, wat van belang blijft voor de plantenveredeling.
De acht biodiversiteitshotspots volgens Vavilov reflecteren niet meer de laatste stand van onderzoek, maar waren:
| Regio | Regio                          | Gewassen |
| ----- | ------------------------------ | --- |
| 1.    | Zuid-Mexico en Midden-Amerika: | inclusief Guatemala, Honduras en Costa Rica. - Graan- en groentegewassen: mais, gewone boon, Phaseolus lunatus, Phaseolus acutifolius, Canavalia ensiformis, amarant - Komkommerfamilie: vijgenbladpompoen, chayote - Vezelgewassen: diverse katoensoorten, Agave fourcroydes (vezelagave), sisal-agave - Verder: zoete aardappel, Maranta, paprika, papaja, guave, cashewnoot, kerstomaat, cacao |
| 2.    | Zuid-Amerika:                  | 62 plantensoorten in 3 ondercentra 2. Peru, Ecuador, Bolivia: - Wortel- en knolgewassen: Andes-aardappel, diverse andere aardappelsoorten. - Graan- en groentegewassen: zetmeelmais, Phaseolus lunatus, gewone boon - Wortel- en knolgewassen: aardappel - Groentegewassen: pepino, tomaat,lampionplant, pompoen, paprika - Vezelgewassen: Amerikaanse katoen - Vruchten en overige: cacao, passievrucht, guave, tabak 2A. Chili (eiland bij Zuid-Chili) - aardappel, aardbei (Fragaria chiloensis) 2B. Brazilië-Paraguay - maniok, pinda, Indische rubberboom, ananas, cashewnoot |
| 3.    | Middellandse Zeegebied:        | 84 plantensoorten - Graan- en groentegewassen: harde tarwe, emmertarwe, spelt, diverse haversoorten, Lathyrus sativus, erwt, lupine - Voedergewassen: witte klaver, inkarnaatklaver - Olie- en vezelgewassen: vlas, koolzaad, zwarte mosterd, olijf - Groentegewassen: rode biet, kool, biet, sla, asperge, selderij, cichorei, pastinaak, rabarber - Etherische olie- en specerijgewassen: karwij, anijs, tijm, pepermunt, hop, salie |
| 4.    | Midden-Oosten:                 | inclusief delen van Azië, Zuid-Kaukasus, Iran, berggebieden van Turkmenistan. 83 plantensoorten - Graan- en groentegewassen: eenkoorn, harde tarwe, gewone tarwe, Oriëntaalse tarwe, Perzische tarwe, tweerijige gerst, rogge, linzen, lupine - Voedergewassen: luzerne, Perzische klaver, fenegriek, wikke - Vruchten: vijg, granaatappel, appel, peer, kweepeer, zure kers |
| 5.    | Ethiopië:                      | inclusief Abessinië, Eritrea en delen van Somalië. 38 plantensoorten; rijk aan tarwe- en gersttypen - Graan- en groentegewassen: Abessinië-harde tarwe, emmertarwe, gerst, parelgierst, sorghum, Vigna unguiculata, vlas - Overige: sesam, wonderboom, tuinkers, koffieplant, heemst, mirre |
| 6.    | Centraal-Azië:                 | inclusief Noordwest-India (Punjab, grensgebieden in het Noordwesten en Kaschmir), Afghanistan, Tadzjikistan, Oezbekistan en West-Tian-Shan. 43 plantensoorten - Graan- en groentegewassen: tarwe, boon, linzen, paardenboon, kikkererwt, mungboon, mosterd, vlas, sesam - Vezelgewassen: hennep, katoen - Groentegewassen: ui, knoflook, spinazie, wortel - Vruchten: pistache, peer, amandelboom, druif, appel |
| 7.    | India:                         | Twee ondercentra 7. Indo-Birma: Hoofdcentrum (Hindustan): inclusief Assam en Birma, maar niet Noordwest-India, Punjab en de grensgebieden in het Noordwesten, 117 plantensoorten - Graan- en groentegewassen: rijst, kikkererwt, Cajanus cajan, Vigna mungo, mungboon, Vigna umbellata, Vigna unguiculata, - Groenten- en knolgewassen: aubergine, komkommer, rammenas, taro, yams - Vruchten: mango, sinaasappel, mandarijn, citroen, tamarinde - Suiker-, olie en vezelgewassen: rietsuiker, kokospalm, sesam, saffloer, katoen, Gossypium arboreum, jute, Hibiscus cannabinus - Specerij- en verfgewassen en andere: hennep, zwarte peper, Indische rubberboom, sandelboom, kaneel, Croton, bamboe 7A. Siam-Maleisië-Java: inclusief Indochina en Maleise Archipel, 55 plantensoorten - Graan- en groentegewassen: Coix lacryma-jobi, fluweelboon - Vruchten: pompelmoes, banaan, broodvrucht, mangistan - Olie-, suiker-, specerij- en vezelgewassen: kemirinoot, kokospalm, suikerriet, kruidnagel, nootmuskaat, zwarte peper , manillahennep |
| 8.    | China en Korea:                | 136 Plantensoorten - Graan- en groentegewassen: Panicum miliaceum, Setaria italica, Sorghum vulgare var. nervosum, boekweit, sojaboon, adukiboon, fluweelboon - Wortel- en knolgewassen, groentegewassen: bijvoorbeeld: Chinese yams, rammenas, Chinese kool, ui, komkommer - Vruchten en noten: bijvoorbeeld: peer, Malus spectabilis, perzik, abrikoos, kers, walnoot, lychee - Suiker, medicinale en vezelgewassen: bijvoorbeeld: rietsuiker, blauwmaanzaad, ginseng, kamferboom, hennep |